# Ramiro Vanoy
Ramiro Vanoy Murillo más conocido como 'Cuco Vanoy' (Yacopí, Cundinamarca, 31 de marzo de 1948), es un ex paramilitar y ex narcotraficante colombiano. Miembro de las Autodefensas Unidas de Colombia (AUC), comandante del Bloque Mineros de las AUC, hasta su desmovilización en 2006.

## Biografía
Nacido en Yacopí (Cundinamarca), inició como esmeraldero en Muzo (Boyacá), se unió en 1980 al Cartel de Medellín, y luego se convertiría en enemigo de Pablo Escobar. Tras la muerte de Escobar en 1993, se unió junto a Vicente Castaño con el capo mexicano Alejandro Bernal Madrigal, conocido como alias ‘Juvenal’, para exportar droga hacia México y Estados Unidos. Dirigió el Bloque Mineros de las AUC desde Tarazá (Antioquia) Dirigió inicialmente 80 hombres llegando a dirigir 2800 paramilitares. Se desmovilizó en 2006, recluido en la Cárcel de Itagüí (Antioquia), y extraditado el 13 de mayo de 2008 a Estados Unidos, junto a 11 jefes paramilitares, y fue condenado a 24 años de prisión por narcotráfico. La Fiscalía General de la Nación, le imputó en la justicia transicional de Justicia y Paz 1.761 hechos por delitos sexuales, desaparición forzada, extorsión, tráfico de armas, terrorismo, entre otros. Responsable de masacres en Antioquia.
Se le atribuyen más de 3.500 víctimas. En 2020 pidió su libertad por compasión en Estados Unidos donde se encuentra recluido, en silla de ruedas y padece diabetes.